# Dumbrăvița (Maramureș)
Dumbrăvița es una comuna ubicada en el distrito de Maramureș, Rumania.

## Superficie
Cuenta con una superficie de 51,67 kilómetros cuadrados.

## Demografía
Hasta 2021 la población era de 4107 habitantes, con una densidad de población de 79,49 habitantes por kilómetro cuadrado.